# Font de les Branques
La Font de les Branques és una obra del poble del Castell de Santa Maria, al municipi de Sant Guim de Freixenet (Segarra) inclosa a l'Inventari del Patrimoni Arquitectònic de Catalunya.

## Descripció
Font bastida sota el marge esquerre d'una zona arbrada situada al costat del camí que va de Sant Domí al Castell de Santa Maria. L'espai d'accés queda delimitat per dos murs laterals obrats en sec emprant pedra irregular del país, on s'encaixen unes escales que baixen fins a l'accés a l'interior de la font. Aquest accés es realitza a partir d'una estructura d'arc apuntat que ens condueix al seu interior. Aquest interior està cobert amb una volta apuntada i capçada amb una estructura arrodonida. La volta es basteix damunt de la cinglera de la roca. Finalment, un brollador obert a la part baixa la mateixa roca, permet la sortida de l'aigua que queda recollida en un tall rebaixat a la mateixa cinglera.

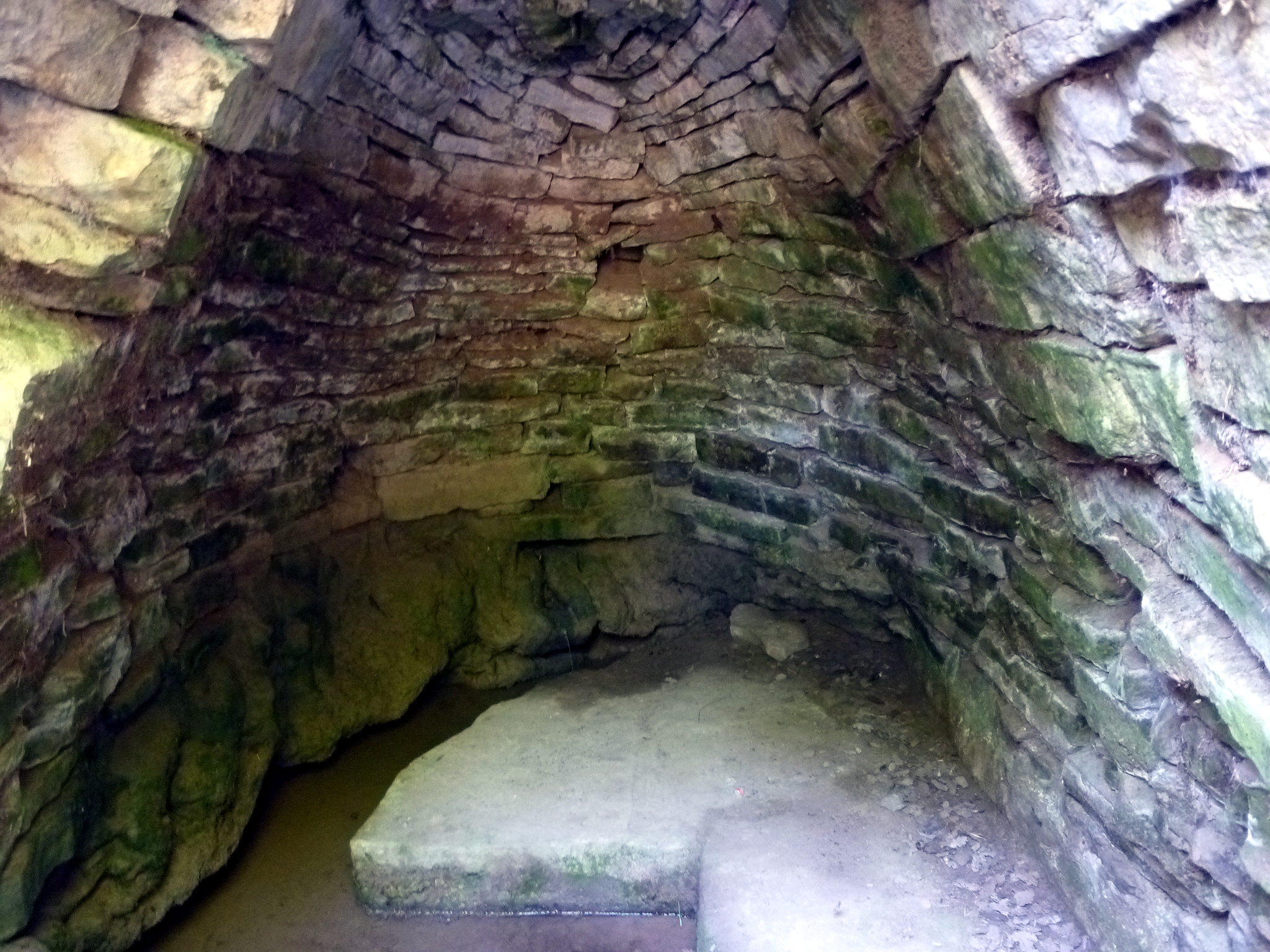
Interior de la font

## Història
El consum de la seva aigua és beneficiosa per la gent que pateix malalties renals, perquè té una composició amb poca calç.